# نظریه بلوندل
نظریه بلوندل بر گرفته از اسم کاشف آن، مهندس برقی فرانسوی به نام آندره اوژن بلوندل است که در تلاش برای اندازه‌گیری انرژی الکتریکی و راستی آزمایی آن بدست آمد. نتیجه، یک قاعدهٔ ساده بود که حداقل مقدار وات-ساعت سنج مورد نیاز برای اندازه‌گیری انرژی مصرفی در هر سیستم الکتریکی را مشخص می‌کرد. این نظریه بیان می‌کند که توانی که به N مصرف‌کننده داده می‌شود، برابر مجموع جبری توان اندازه‌گیری شده در N وات متر است.

## بلوندل ناسازگار
سنجه‌های انرژی الکتریکی که برای بررسی سیستم N سیمه به N-1 عنصر نیاز دارند، اغلب بلوندل سازگار گویند؛ که نشان دهندهٔ پیروی آن‌ها از نظریهٔ بلوندل در شرایط نصب درست است.
اما یک سنجه لزومی ندارد از این نظریه پیروی کند که در صنعت هم اغلب سنجه‌های انرژی این گونه‌اند. به این سنجه‌ها بلوندل ناسازگار گویند.2S متر که در مصارف خانگی سه سیمه استفاده می‌شود بلوندل ناسازگار است.

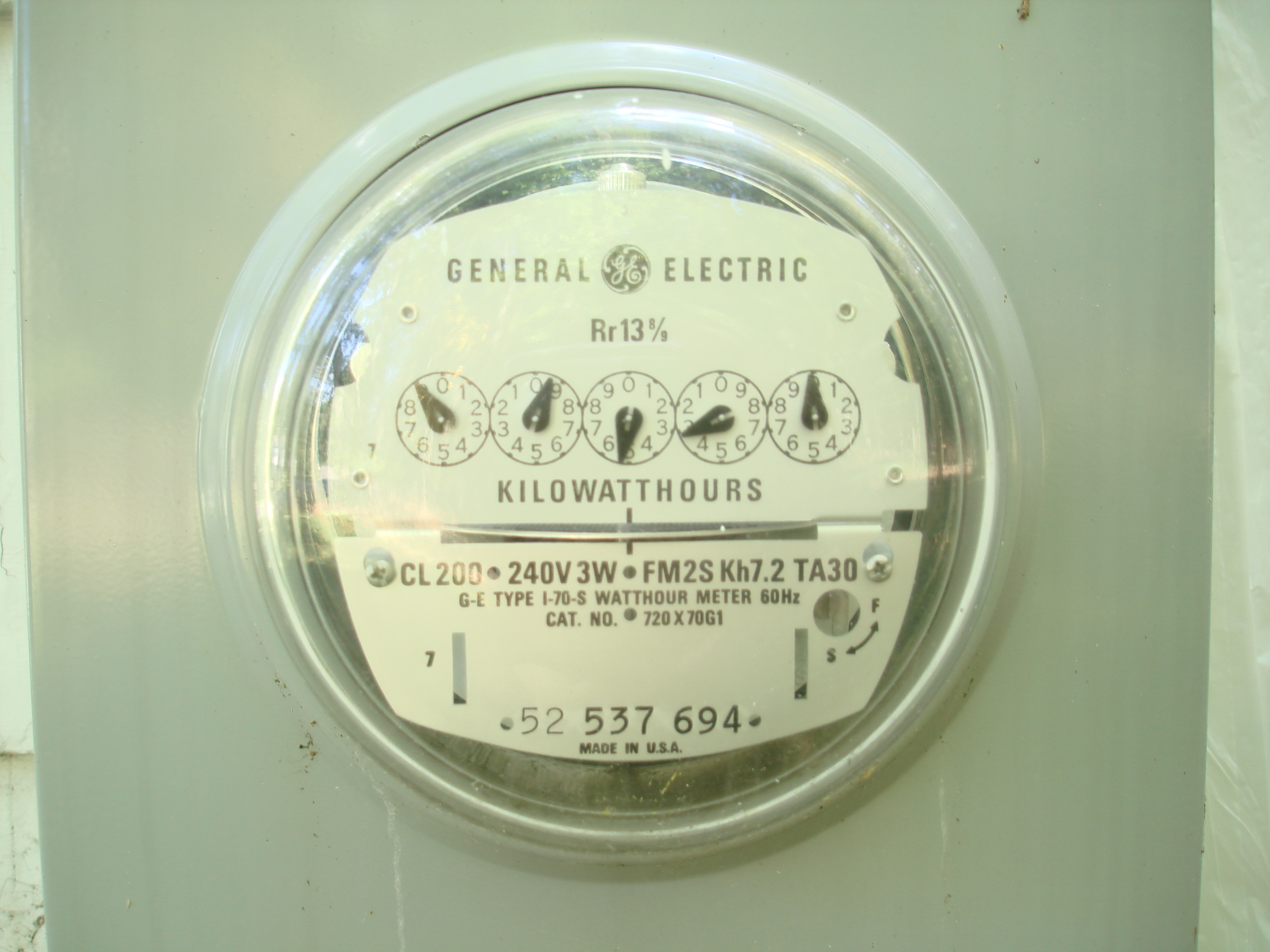
نمونه‌ای از وات-ساعت سنج 2S که برای سیستم سه سیمهٔ تکفاز ۱۲۰–۲۴۰ولت استفاده می‌شود.